# Masia

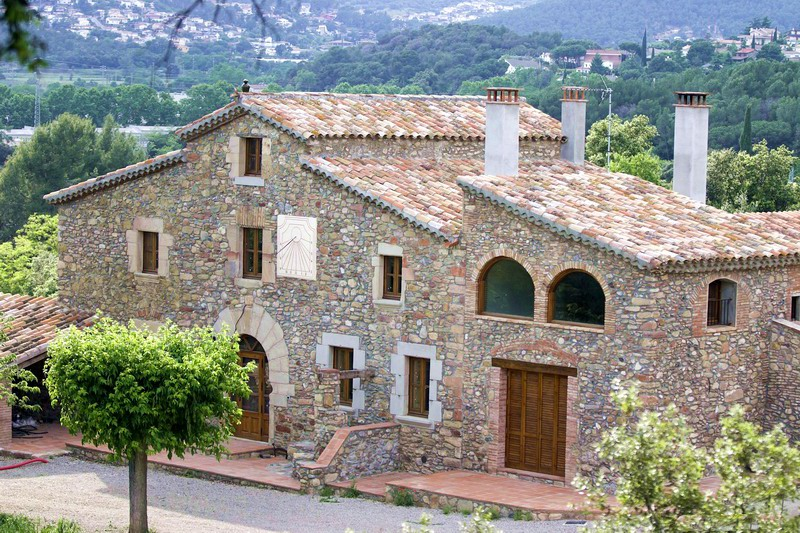
Eine Masia bei L’Ametlla del Vallès

Eine Masia ist ein typisches Landhaus in Katalonien, ist jedoch auf dem gesamten Gebiet des ehemaligen Königreiches Aragonien verbreitet.
Das aus zwei bis drei Etagen bestehende Gebäude, außerhalb geschlossener Ortschaften, besteht größtenteils aus grob behauenem Naturstein und wird land- und viehwirtschaftlich genutzt. Ihren Ursprung hatten die Masias in alten römischen Villen, die sich im 16. und 17. Jahrhundert zu ihrer heutigen Form entwickelten. Neben der bäuerlichen Nutzung sind heute viele Masias verlassen und dem Verfall preisgegeben. Andere wurden zu Übernachtungsbetrieben für den ländlichen Tourismus umgebaut.